# استیسی کنت
استیسی کنت (انگلیسی: Stacey Kent؛ زادهٔ ۲۷ مارس ۱۹۶۸) یک موسیقی‌دان اهل ایالات متحده آمریکا است. وی از سال ۱۹۹۶ میلادی تاکنون مشغول فعالیت بوده‌است.